# Pterolophia neopomeriana
Pterolophia neopomeriana là một loài bọ cánh cứng trong họ Cerambycidae.